# Liste der Anime-Titel (1995–1997)
Dies ist eine chronologisch sortierte Liste der Anime-Titel von 1995 bis 1997.

## 1995
| Name                                                                          | Alternative Namen | Veröffentlichungsjahr | Studio(s)                     |
| ----------------------------------------------------------------------------- | --- | --------------------- | ----------------------------- |
| 2112-nen: Doraemon Tanjō                                                      | 2112年ドラえもん誕生, 2112: The Birth of Doraemon | 1995 als Kurzfilm     | Shin’ei Dōga                  |
| Akazukin Cha Cha (3 Folgen)                                                   | 赤ずきんチャチャ, Aka-zukin Cha-Cha | 1995 als OVA          | Gallop                        |
| Anne no Nikki                                                                 | アンネの日記 | 1995 als Film         | Madhouse                      |
| Armitage III (4 Folgen)                                                       | アミテージ・ザ・サード, Amitēji za Sādo | 1995 als OVA          | AIC, Studio Bihou             |
| Azuki-chan (117 Folgen)                                                       | あずきちゃん | 1995 als Fernsehserie | Madhouse                      |
| Biohunter (eine Folge)                                                        | バイオ・ハンター | 1995 als OVA          | Madhouse                      |
| Bishōjo Senshi Sailor Moon Gaiden: Ami-chan no Hatsukoi (eine Folge)          | 美少女戦士セーラームーン外伝 亜美ちゃんの初恋 | 1995 als Special      | Tōei Animation                |
| Bishōjo Senshi Sailor Moon SuperS Special (3 Folgen)                          | 美少女戦士セーラームーンSuperSスペシャル | 1995 als Special      | Tōei Animation                |
| Bishōjo Yūgekitai Battle Skipper (3 Folgen)                                   | 美少女遊撃隊バトルスキッパー, Lightning Attacker Exstars Battle Skipper | 1995 als OVA          | Artmic                        |
| Blue Seed Ver. 1.5 (2 Folgen)                                                 | | 1995 als OVA          |                               |
| Bono Bono (48 Folgen)                                                         | ぼのぼの | 1995 als Fernsehserie |                               |
| Chibi Maruko Chan (879 Folgen)                                                | ちびまる子ちゃん, Chibi Maruko-chan | 1995 als Fernsehserie | Nippon Animation              |
| Chinmoku no Kantai (eine Folge)                                               | 沈黙の艦隊, Silent Service | 1995 als Special      | Sunrise                       |
| Compiler Festa (eine Folge)                                                   | | 1995 als OVA          | Studio Fantasia               |
| Cool Devices (11 Folgen)                                                      | クール・ディバイシス, Kūru Dibaishisu | 1995 als OVA          | Green Bunny                   |
| DNA² (3 Folgen)                                                               | D・N・A² ~何処かで失くしたあいつのアイツ~, DNA² – Dokokade Nakushita Aitsu no Aitsu                                                                                          | 1995 als OVA          | Madhouse, Studio Deen         |
| Dokkan! Robotendon (26 Folgen)                                                | ドッカン! ロボ天どん | 1995 als Fernsehserie | Tatsunoko Production          |
| Dōkyūsei Climax (2 Folgen)                                                    | 同級生クライマックス | 1995 als OVA          | Pink Pineapple                |
| Doraemon: Nobita's Genesis Diary                                              | ドラえもん のび太の創世日記 | 1995 als Film         | Shin’ei Dōga                  |
| Dragon Rider (2 Folgen)                                                       | ドラゴンライダー | 1995 als OVA          | Pink Pineapple, Triple X      |
| Dragonball Z – Der Film: Drachenfaust                                         | ドラゴンボールZ 龍拳爆発!!悟空がやらねば誰がやる, Doragon Boru Z: Ryūken Bakuhatsu!! Gokū ga Yaraneba Dare ga Yaru                                                           | 1995 als Film         | Tōei Animation                |
| Dragonball Z – Der Film: Fusion                                               | ドラゴンボールZ 復活のフュージョン!!悟空とベジータ, Doragon Boru Z: Fukkatsu no Fyūshon!! Gokū to Bejīta                                                                     | 1995 als Film         | Tōei Animation                |
| Eigi – Shadow Skill (eine Folge)                                              | 影技～SHADOW SKILL, Shadow Skill | 1995 als OVA          | Zero-G Room                   |
| Elf no Waka Okusama (2 Folgen)                                                | エルフの若奥様, Elven Bride | 1995 als OVA          | Pink Pineapple                |
| Extra (eine Folge)                                                            | | 1995 als OVA          | Studio 4°C                    |
| Fushigi Yuugi (52 Folgen)                                                     | ふしぎ遊戯, Fushigi Yūgi | 1995 als Fernsehserie | Studio Pierrot                |
| Gakkō no Yūrei (3 Folgen)                                                     | 学園ベビーシッターズ | 1995 als OVA          | Toei Animation                |
| Ghost in the Shell                                                            | 攻殻機動隊, Kōkaku Kidōtai | 1995 als Film         | Production I.G                |
| Ginga Ojōsama Densetsu Yuna (5 Folgen)                                        | 銀河お嬢様伝説ユナ, Galaxy Fraulein Yuna | 1995 als OVA          | Animate Film                  |
| Gokinjo Monogatari (50 Folgen)                                                | ご近所物語, Neighborhood Story | 1995 als Fernsehserie | Toei Animation                |
| Golden Boy (6 Folgen)                                                         | GOLDEN BOY さすらいのお勉強野郎, Golden Boy: Sasurai no Obenkyō Yarō | 1995 als OVA          | A.P.P.P.                      |
| Gotō ni Naritai.                                                              | ５等になりたい。, Run | 1995 als Film         | Tama Production               |
| Gundam Wing (49 Folgen)                                                       | 新機動戦記ガンダムＷ, Shin Kidō Senki Gandamu Uingu, Mobile Suit Gundam Wing                                                                                                 | 1995 als Fernsehserie | Sunrise                       |
| Gunsmith Cats (3 Folgen)                                                      | ガンスミスキャッツ, Gansumisu Kyattsu | 1995 als OVA          | Oriental Light and Magic      |
| H2 (41 Folgen)                                                                | | 1995 als Fernsehserie | Ashi Productions              |
| Haō Taikei Ryū Knight: Adeu Legend II (3 Folgen)                              | Lord of Lords Ryu Knight: Adeu's Legend II | 1995 als OVA          | Sunrise                       |
| Hikyō Tanken Fam & Ihrlie (4 Folgen)                                          | 秘境探検ファム＆イーリー, Ruin Explorers | 1995 als OVA          |                               |
| Ike! Ina-chū Takkyūbu (26 Folgen)                                             | 行け! 稲中卓球部, Ping Pong Club | 1995 als Fernsehserie | Studio Hibari, Kitty Film     |
| Kishin Dōji Zenki (51 Folgen)                                                 | 鬼神童子ZENKI | 1995 als Fernsehserie | Studio Deen, Kitty Film       |
| Kodomo no Omocha (eine Folge)                                                 | こどものおもちゃ, Kodocha, こどちゃ | 1995 als OVA          |                               |
| Die Kraft von Mandraguar (eine Folge)                                         | ドラゴンナイト外伝, Dragon Knight Gaiden | 1995 als OVA          |                               |
| Legend of Crystania                                                           | はじまりの冒険者たち レジェンド・オブ・クリスタニア, Hajimari no Bōkenshatachi Legend of Crystania, Legend of Crystania - The Motion Picture                                 | 1995 als Film         | Triangle Staff                |
| Legend of Crystania                                                           | はじまりの冒険者たち レジェンド・オブ・クリスタニア, Hajimari no Bōkensha-tachi: Rejiendo obu Kurisutania                                                                    | 1995 als Film         |                               |
| Lupin III: Farewell to Nostradamus                                            | ルパン三世 くたばれ!ノストラダムス, Rupan Sansei: Kutabare! Nosutoradamusu                                                                                                   | 1995 als Film         | Tokyo Movie Shinsha           |
| Macross 7 Encore (3 Folgen)                                                   | マクロス7 アンコール | 1995 als OVA          | Ashi Productions              |
| Macross 7: Ginga ga Ore o Yonde Iru!                                          | マクロス7 銀河がオレを呼んでいる! | 1995 als Kurzfilm     | Hal Film Maker, Studio Junio  |
| Magical Twilight (3 Folgen)                                                   | マジカルトワイライト | 1995 als OVA          | AIC, Pink Pineapple           |
| Marmalade Boy Eiga                                                            | 「映画」ママレード・ボーイ | 1995 als Film         | Tōei Animation                |
| Memories                                                                      | | 1995 als Film         | Studio 4°C                    |
| Neon Genesis Evangelion (26 Folgen)                                           | 新世紀エヴァンゲリオン, Shin Seiki Evangelion | 1995 als Fernsehserie | Gainax                        |
| On Your Mark                                                                  | | 1995 als Kurzfilm     | Studio Ghibli                 |
| Der Planet der Dinosaurier (39 Folgen)                                        | 恐竜冒険記ジュラトリッパー, Kyōryū Bōken Jura Torippā, Jura Tripper | 1995 als Fernsehserie | Production Reed               |
| Ranma ½ DoCo Music Video (eine Folge)                                         | らんま1/2 DoCoミュージックビデオ | 1995 als Special      | Studio Deen                   |
| Ranma ½ Special Video: Battle ga Ippai 29-nin no Korinai Yatsura (eine Folge) | らんま1/2 スペシャルビデオ バトルがいっぱい29人の懲りないやつら | 1995 als Special      | Studio Deen, Kitty Film       |
| Ranma ½ Super: Ā Noroi no Harendō! Waga Ai wa Eien ni (eine Folge)            | らんま1/2 SUPER ああ呪いの破恋洞! 我が愛は永遠に, Oh, Cursed Tunnel of Lost Love! Let My Love Be Forever                                                                     | 1995 als OVA          | Studio Deen, Kitty Film       |
| Ranma ½ Super: Jaaku no Oni (eine Folge)                                      | らんま1/2 SUPER 邪悪の鬼, Hell Hath No Fury Like Kasumi Scorned | 1995 als OVA          | Studio Deen, Kitty Film       |
| Reise ins Land der Träume                                                     | 美少女戦士 セーラームーン SuperS セーラー9戦士集結! ブラック・ドリーム・ホールの奇跡, Bishōjo Senshi Sailor Moon SuperS Sailor 9 Senshi Shūketsu! Black-Dream-Hole no Kiseki | 1995 als Film         | Tōei Animation                |
| Sailor Moon SuperS (39 Folgen)                                                | 美少女戦士セーラームーンSuperS, Bishōjo Senshi Sailor Moon SuperS | 1995 als Fernsehserie | Tōei Animation                |
| Sazan Eyes: Seima Densetsu (3 Folgen)                                         | 3×3EYES聖魔伝説, 3×3 Eyes: Seima Densetsu | 1995 als OVA          | Studio Junio                  |
| Die schwarzen Brüder (33 Folgen)                                              | ロミオの青い空, Romeo no Aoi Sora | 1995 als Fernsehserie | Nippon Animation              |
| Seirei Tsukai                                                                 | 精霊使い, Elementalors | 1995 als Film         | AIC                           |
| Shadow Skill (eine Folge)                                                     | 影技 SHADOW SKILL, | 1995 als OVA          | Zero-G Room                   |
| Shimpi no Sekai El Hazard (7 Folgen)                                          | 神秘の世界エルハザード, Shinpi no Sekai Eru Hazādo | 1995 als OVA          | AIC                           |
| Shimpi no Sekai El Hazard (26 Folgen)                                         | 神秘の世界エルハザード, Shinpi no Sekai Eru Hazādo | 1995 als Fernsehserie | AIC                           |
| Slam Dunk: Hoeru Basketman-damashii!! Hanamichi to Rukawa no Atsuki Natsu     | スラムダンク 吠えろバスケットマン魂!! 花道と流川の熱き夏, Suramu Danku: Hoeru Basukettoman-damashii!! Hanamichi to Rukawa no Atsuki Natsu                                    | 1995 als Film         | Tōei Animation                |
| Slam Dunk: Shōhoku Saidai no Kiki! Moero Sakuragi Hanamichi                   | スラムダンク 湘北最大の危機! 燃えろ桜木花道, Suramu Danku: Shōhoku Saidai no Kiki! Moero Sakuragi Hanamichi                                                                  | 1995 als Film         | Tōei Animation                |
| Slayers (26 Folgen)                                                           | スレイヤーズ | 1995 als Fernsehserie | E&G Film                      |
| Slayers Perfect                                                               | スレイヤーズ | 1995 als Film         | J.C.Staff                     |
| SM Girls: Saber Marionette R (3 Folgen)                                       | SMガールズ セイバーマリオsoネットR | 1995 als OVA          | Animate Film, Zero-G Room     |
| Sorcerer Hunters (26 Folgen)                                                  | 爆れつ ハンター | 1995 als Fernsehserie | Xebec                         |
| Sotsugyō – Graduation (2 Folgen)                                              | 卒業 〜Graduation〜 | 1995 als OVA          | Studio Fantasia               |
| Sotsugyō: Sailor Victory (2 Folgen)                                           | 卒業 聖羅VICTORY, Sotsugyō Seirā Victory | 1995 als OVA          | Studio Fantasia               |
| Stimme des Herzens                                                            | 耳をすませば, Mimi o Sumaseba, Whisper of the Heart | 1995 als Film         | Studio Ghibli                 |
| Street Fighter II V (29 Folgen)                                               | ストリートファイターII V, Street Fighter 2 Victory | 1995 als Fernsehserie | Group TAC                     |
| Tenchi Muyō! (26 Folgen)                                                      | 天地無用!, Tenchi Universe | 1995 als Fernsehserie | AIC                           |
| Wedding Peach – Die Engel der Liebe (51 Folgen)                               | 愛天使伝説ウェディング・ピーチ, Ai Tenshi Densetsu Wedding Peach | 1995 als Fernsehserie | KSS, Oriental Light and Magic |
| Yōsei Hime Rēn (2 Folgen)                                                     | 妖精姫レーン, Elf Princess Rane, Fairy Princess Ren | 1995 als OVA          | KSS                           |

## 1996
| Name                                                                           | Alternative Namen | Veröffentlichungsjahr | Studio(s)                                       |
| ------------------------------------------------------------------------------ | --- | --------------------- | ----------------------------------------------- |
| Akachan to Boku (35 Folgen)                                                    | 赤ちゃんと僕, A Baby and I                                                                                                | 1996 als Fernsehserie | Studio Pierrot                                  |
| Akiko (2 Folgen)                                                               | 亜紀子 | 1996 als OVA          | Pink Pineapple                                  |
| Angel Densetsu (2 Folgen)                                                      | エンジェル伝説 | 1996 als OVA          | Tōei Animation                                  |
| Aoki Ōkami-tachi no Densetsu (eine Folge)                                      | 蒼き狼たちの伝説, Legend of the Blue Wolves                                                                               | 1996 als OVA          | Phoenix Entertainment                           |
| Ayane-chan High Kick (2 Folgen)                                                | 綾音ちゃんハイキック | 1996 als OVA          | Rikuentai                                       |
| Bakusō Kyōdai Let’s & Go (153 Folgen)                                          | 爆走兄弟レッツ＆ゴー!!, The Racing Brothers, Lets & Go                                                                    | 1996 als Fernsehserie | Xebec                                           |
| Bavel no Hon                                                                   | バベルの本, Baberu no Hon                                                                                                 | 1996 als Kurzfilm     |                                                 |
| Bit the Cupid (48 Folgen)                                                      | ビット・ザ・キューピッド, Bitto za Kyūpiddo                                                                               | 1996 als Fernsehserie | Satelight, Group TAC                            |
| Black Jack – The Movie                                                         | | 1996 als Film         |                                                 |
| Black Jack: Capital Transfer To Heian                                          | | 1996 als Film         | Beijing Sharaku Art Co., Ltd.                   |
| Blue Seed 2 (3 Folgen)                                                         | BLUE SEED2, Blue Seed Beyond                                                                                              | 1996 als OVA          | Production I.G, Xebec                           |
| Boku no Marie (3 Folgen)                                                       | ぼくのマリー, Metal Angel Marie                                                                                           | 1996 als OVA          | Studio Pierrot                                  |
| Bronze: Zetsuai Since 1989 (eine Folge)                                        | | 1996 als OVA          | Production I.G                                  |
| B’t X (25 Folgen)                                                              | | 1996 als Fernsehserie | TMS Entertainment                               |
| Burn Up W (4 Folgen)                                                           | バーンナップ W, Bānnappu W                                                                                                | 1996 als OVA          | AIC                                             |
| Can Can Bunny Extra (6 Folgen)                                                 | きゃんきゃんバニーエクストラ                                                                                              | 1996 als OVA          | Pink Pineapple, Triple X                        |
| (Chō) Jigoku Sensei Nūbē                                                       | (超)劇場版!地獄先生ぬ〜べ〜                                                                                               | 1996 als Film         | Tōei Animation                                  |
| Chocchan Monogatari                                                            | チョッちゃん物語, Chocchan's Story                                                                                        | 1996 als Film         | Triangle Staff                                  |
| Chōjin Densetsu Urotsukidōji: Kanketsu-hen (3 Folgen)                          | 超神伝説うろつき童子 完結篇, Urotsukidōji: Kanketsu-hen                                                                   | 1996 als OVA          |                                                 |
| Chōjin Gakuen Gowkaiser (eine Folge)                                           | 超人学園ゴウカイザー | 1996 als OVA          | J.C.Staff                                       |
| Cinderella Monogatari (26 Folgen)                                              | シンデレラ物語 | 1996 als Fernsehserie | Tatsunoko Production                            |
| City Hunter: The Secret Service (eine Folge)                                   | シティーハンター ザ・シークレット・サービス                                                                               | 1996 als Special      | Sunrise                                         |
| Detektiv Conan (847* Folgen)                                                   | 名探偵コナン, Meitantei Konan, Case Closed                                                                                | 1996 als Fernsehserie | TMS Entertainment                               |
| Dōkyūsei 2 (12 Folgen)                                                         | 同級生2, Classmates 2 | 1996 als OVA          | Pink Pineapple, Triple X, KSS                   |
| Doraemon: Nobita's Galactic Express                                            | ドラえもん のび太と銀河超特急(エクスプレス)                                                                               | 1996 als Film         | Shin’ei Dōga                                    |
| Dorami & Doraemons: Robot School's Seven Mysteries                             | ドラミ＆ドラえもんズ ロボット学校七不思議!?                                                                               | 1996 als Film         | Shin’ei Dōga                                    |
| Dragon Ball GT (64 Folgen)                                                     | ドラゴンボール GT | 1996 als Fernsehserie | Tōei Animation, Bird Studio                     |
| Dragon Quest Retsuden: Roto no Monshō                                          | ドラゴンクエスト列伝 ロトの紋章, Dragon Quest Saga: Emblem of Roto                                                        | 1996 als Film         | Nippon Animation                                |
| Dragonball - Der Weg zur Macht                                                 | ドラゴンボール最強への道, Doragon Boru: Saikyō e no Michi                                                                 | 1996 als Film         | Tōei Animation, Bird Studio                     |
| Dragonball GT – The Movie: Son-Goku Jr. (eine Folge)                           | ドラゴンボール GT 悟空外伝！勇気の証しは四星球, Doragon Boru GT: Gokū Gaiden! Yūki no Akashi wa Sūshinchū                 | 1996 als Special      | Tōei Animation, Bird Studio                     |
| Eigi – Shadow Skill (3 Folgen)                                                 | 影技～SHADOW SKILL, Shadow Skill: The Movie                                                                               | 1996 als OVA          | Zero-G Room                                     |
| Elf o karu Mono-tachi (12 Folgen)                                              | エルフを狩るモノたち, Those Who Hunt Elves                                                                                | 1996 als Fernsehserie | Amuse                                           |
| Fake (eine Folge)                                                              | | 1996 als OVA          | J.C.Staff                                       |
| Fire Emblem: Monshō no Nazo (2 Folgen)                                         | ファイアーエムブレム 紋章の謎, Faiā Emuburemu Monshō no Nazo                                                              | 1996 als OVA          | Studio Fantasia                                 |
| Fushigi Yūgi Original Episode (3 Folgen)                                       | ふしぎ遊戯 オリジナルエピソード                                                                                           | 1996 als OVA          | Studio Pierrot                                  |
| Futari no Ōjisama (eine Folge)                                                 | 二人の王子さま, The Two Princes                                                                                           | 1996 als OVA          | Toei Animation                                  |
| Gakuen Toshi Valanoir (2 Folgen)                                               | 学園都市ヴァラノワール, Gakuen Toshi Varanoir - Kingdom of Chaos The Universe                                             | 1996 als OVA          | Idea Factory                                    |
| Gall Force: The Revolution (4 Folgen)                                          | ガルフォース・ザ・レボリューション, Garu Fōsu za Reboryūshon                                                              | 1996 als OVA          | Artmic, Movic                                   |
| Gambalist! Shun (30 Folgen)                                                    | ガンバリスト！駿, Shun the Gymnast                                                                                        | 1996 als Fernsehserie | Sunrise                                         |
| Gegege no Kitarō (114 Folgen)                                                  | ゲゲゲの鬼太郎 | 1996 als Fernsehserie | Tōei Animation                                  |
| Gegege no Kitarō: Daikaijū                                                     | ゲゲゲの鬼太郎 大海獣 | 1996 als Film         | Tōei Animation                                  |
| Gekijōban Mahōjin Guru Guru                                                    | 劇場版 魔法陣グルグル | 1996 als Film         | Nippon Animation                                |
| Ginga Ojōsama Densetsu Yuna: Shin’en no Fairy (3 Folgen)                       | 銀河お嬢様伝説ユナ ～深闇のフェアリィ～, Galaxy Fraulein Yuna Returns                                                     | 1996 als OVA          | Animate Film                                    |
| Ginpei the Penguin (20 Folgen)                                                 | バケツでごはん, Bucket de Gohan, Meals in a Bucket                                                                        | 1996 als Fernsehserie | Magic Bus                                       |
| Gokinjo Monogatari                                                             | ご近所物語, Neighborhood Story                                                                                            | 1996 als Film         | Toei Animation                                  |
| Gon, der Höhlenfratz (39 Folgen)                                               | はじめ人間 ゴン, Hajime Ningen Gon                                                                                        | 1996 als Fernsehserie | Studio Pierrot                                  |
| Gundam X (39 Folgen)                                                           | 機動新世紀ガンダムX, Kidō Shinseiki Gandamu X, After War Gundam X                                                         | 1996 als Fernsehserie | Sunrise                                         |
| Hamelin no Violin-Hiki                                                         | ハーメルンのバイオリン弾き, Violinist of Hamelin                                                                          | 1996 als Film         | Nippon Animation                                |
| Hamelin no Violin-Hiki (25 Folgen)                                             | ハーメルンのバイオリン弾き, Violinist of Hamelin                                                                          | 1996 als Fernsehserie | Studio Deen                                     |
| Hana Yori Dango (51 Folgen)                                                    | 花より男子, Boys Over Flowers                                                                                             | 1996 als Fernsehserie | Toei Animation                                  |
| Haō Taikei Ryū Knight: Adeu Legend Final - Onsen Dungeon no Kettō (eine Folge) | 覇王大系リューナイト アデュー・レジェンド・ファイナル 温泉ダンジョンの決闘, Lord of Lords Ryu Knight: Adeu's Legend Final | 1996 als OVA          | Sunrise                                         |
| Harimogu Harley (140 Folgen)                                                   | はりもぐハーリー | 1996 als Fernsehserie | Image K, Studio Junio                           |
| Heisei Harenchi Gakuen (eine Folge)                                            | 平成ハレンチ学園, Modern-Era Shameless School                                                                             | 1996 als OVA          | Wise Guy                                        |
| Die Herausforderung (2 Folgen)                                                 | 居候天国, Isōrō Tengoku, Heaven of Hanger                                                                                 | 1996 als OVA          | Knack                                           |
| Hōma Hunter Lime (3 Folgen)                                                    | 宝魔ハンターライム, Jewel BEM Hunter Lime                                                                                 | 1996 als OVA          | Ashi Productions                                |
| Hurricane Polymar (2 Folgen)                                                   | 新・破裏拳ポリマー, Hurricane Polymer - Holy Blood                                                                        | 1996 als OVA          | Tatsunoko Production                            |
| Idol Fight Su Chi Pai 2 (eine Folge)                                           | アイドルファイト スーチーパイ2, Aidoru Faito: Sūchīpai 2                                                                  | 1996 als OVA          | Daume, Darts                                    |
| Inju Alien (eine Folge)                                                        | 淫獣エイリアン | 1996 als OVA          | Pink Pineapple                                  |
| Jigoku Sensei Nūbē (49 Folgen)                                                 | 地獄先生ぬ〜べ〜 | 1996 als Fernsehserie | Tōei Animation                                  |
| Jikū Bōken Nūmamonjā                                                           | 時空冒険ヌウマモンジャ~, Dimensional Adventure Numa Monjar, Chrono Trigger                                                | 1996 als Kurzfilm     | Production I.G                                  |
| Kakugo no Susume (2 Folgen)                                                    | 覚悟のススメ, Apocalypse Zero                                                                                             | 1996 als OVA          | Big West, Tomy, Victor Entertainment            |
| Kidō Senkan Nadeshiko (26 Folgen)                                              | 機動戦艦ナデシコ, Nadesico                                                                                                | 1996 als Fernsehserie | Xebec                                           |
| Kochira Katsushika-ku Kameari-kōen Mae Hashutsujo (367 Folgen)                 | こちら葛飾区亀有公園前派出所, Kochikame, Kochi Kame                                                                       | 1996 als Fernsehserie | Gallop                                          |
| Kodomo no Omocha (102 Folgen)                                                  | こどものおもちゃ, Kodocha, こどちゃ                                                                                       | 1996 als Fernsehserie | Gallop                                          |
| Legend of Crystania (3 Folgen)                                                 | | 1996 als OVA          | Triangle Staff                                  |
| Legend of Crystania (3 Folgen)                                                 | レジェンド・オブ・クリスタニア, Rejendo obu Kurisutania                                                                   | 1996 als OVA          | Triangle Staff                                  |
| Lupin Sansei: Dead or Alive                                                    | ルパン三世 DEAD OR ALIVE, Rupan Sansei: Dead or Alive                                                                     | 1996 als Film         | Tokyo Movie Shinsha                             |
| Mahō Tsukai tai! (6 Folgen)                                                    | 魔法使いTai!, Magic User's Club                                                                                           | 1996 als OVA          | Triangle Staff                                  |
| Master Mosquiton (6 Folgen)                                                    | マスターモスキートン | 1996 als OVA          | F.A.I. International, Hee Won Corp., White Line |
| M.D. Geist 2 (eine Folge)                                                      | 装鬼兵MDガイスト2, Sōkihei M.D. Gaisuto 2, M.D. Geist II - Death Force                                                    | 1996 als OVA          |                                                 |
| Mobile Suit Gundam: The 08th MS Team (12 Folgen)                               | 機動戦士ガンダム 第08MS小隊, Kidō Senshi Gandamu The 08th MS Team                                                         | 1996 als OVA          | Sunrise                                         |
| Ninja Mono (2 Folgen)                                                          | Ninja者, Ninja Cadets | 1996 als OVA          | AIC                                             |
| Power DoLLS – Omni Senki 2540 (eine Folge)                                     | POWER DoLLS〜オムニ戦記2540〜                                                                                             | 1996 als OVA          | Artmic                                          |
| Power DoLLS: Detachment of Limited Line Service Project α (eine Folge)         | POWER DoLLS Detachment of Limited Line Service プロジェクトα                                                              | 1996 als OVA          | OLM                                             |
| Ranma ½ Super: Futari no Akane „Ranma, Atashi o Mite!“ (eine Folge)            | らんま1/2 SUPER 二人のあかね「乱馬、私を見て!」, The Two Akanes! “Ranma, Look at Me!”                                     | 1996 als OVA          | Studio Deen, Kitty Film                         |
| Rurouni Kenshin (95 Folgen)                                                    | るろうに剣心 | 1996 als Fernsehserie | Studio Gallop, Studio Deen                      |
| Saber Marionette J (25 Folgen)                                                 | セイバーマリオネットJ | 1996 als Fernsehserie | Studio Junio                                    |
| Sailor Moon Stars (34 Folgen)                                                  | 美少女戦士セーラームーン セーラースターズ, Bishōjo Senshi Sailor Moon Stars                                               | 1996 als Fernsehserie | Tōei Animation                                  |
| Seikimatsu Darling (eine Folge)                                                | 世紀末★ダーリン | 1996 als OVA          | Horannabi                                       |
| Shadow Skill 2 (3 Folgen)                                                      | 影技 SHADOW SKILL, Shadow Skill: The Movie                                                                                | 1996 als OVA          | Zero-G Room                                     |
| Shamanic Princess (6 Folgen)                                                   | シャーマニックプリンセス                                                                                                  | 1996 als OVA          | Bandai Visual                                   |
| Shin Kidō Senki Gundam Wing: Operation Meteor (4 Folgen)                       | 新機動戦記ガンダムＷ オペレーション・メテオ ODD＆EVEN NUMBERS, Mobile Suit Gundam Wing: Operation Meteor                  | 1996 als OVA          | Sunrise                                         |
| Shin Kimagure Orange Road - Soshite, Ano Natsu no Hajimari                     | 新きまぐれオレンジ☆ロード ～ そして、あの夏のはじまり                                                                     | 1996 als Film         | Studio Pierrot                                  |
| Slayers Next (26 Folgen)                                                       | スレイヤーズ NEXT | 1996 als Fernsehserie | E&G Film                                        |
| Slayers Return                                                                 | スレイヤーズ RETURN | 1996 als Film         | J.C.Staff                                       |
| Slayers Special (3 Folgen)                                                     | スレイヤーズすぺしゃる | 1996 als OVA          | J.C.Staff                                       |
| Sorcerer Hunters (3 Folgen)                                                    | 爆れつ ハンター | 1996 als OVA          | Xebec                                           |
| Taiho Shichau zo (47 Folgen)                                                   | 逮捕しちゃうぞ, You’re Under Arrest!                                                                                      | 1996 als Fernsehserie | Studio Deen                                     |
| Tenchi Muyō! in Love                                                           | 天地無用! in LOVE | 1996 als Film         | AIC                                             |
| Tetsuwan Birdy (4 Folgen)                                                      | 鉄腕バーディー, Birdy the Mighty                                                                                          | 1996 als OVA          | Madhouse                                        |
| The Vision of Escaflowne (26 Folgen)                                           | 天空のエスカフローネ, Tenkū no Esukafurōne                                                                                | 1996 als Fernsehserie | Studio Live, Production I.G                     |
| Wedding Peach – Die Engel der Liebe DX (4 Folgen)                              | 愛天使伝説ウェディング・ピーチDX, Ai Tenshi Densetsu Wedding Peach DX                                                     | 1996 als OVA          | KSS, Oriental Light and Magic                   |
| X                                                                              | エックス, Ekkusu, X 1999                                                                                                  | 1996 als Film         | Madhouse                                        |
| Yawara! Special: Zutto Kimi no Koto ga (eine Folge)                            | YAWARA! Special ずっと君のことが…                                                                                         | 1996 als Special      | Kitty Film, Madhouse                            |
| Z wie Zorro (52 Folgen)                                                        | 怪傑ゾロ, Kaiketsu Zorro                                                                                                  | 1996 als Fernsehserie | Production Reed                                 |

## 1997
| Name                                                                   | Alternative Namen | Veröffentlichungsjahr | Studio(s)                        |
| ---------------------------------------------------------------------- | --- | --------------------- | -------------------------------- |
| Advancer Tina (eine Folge)                                             | アドバンサー・ティナ, Adobansā Tina                                                                                     | 1997 als OVA          | Green Bunny                      |
| Agent AIKa (7 Folgen)                                                  | AIKa | 1997 als OVA          | Studio Fantasia                  |
| Ai wa Kaze no Gotoku                                                   | 愛は風の如く | 1997 als Film         | Studio Junio                     |
| Alice in Cyberland (25 Folgen)                                         | | 1997 als OVA          | Glams                            |
| Armitage III: Poly-Matrix                                              | アミテージ・ザ・サード POLY-MATRIX                                                                                      | 1997 als Film         | AIC                              |
| Azumi Mama Mia (60 Folgen)                                             | あずみ マンマ・ミー | 1997 als Fernsehserie | Tōei Animation                   |
| Baby Love (eine Folge)                                                 | ベイビィ☆LOVE | 1997 als OVA          |                                  |
| Battle Athletes Daiundōkai (6 Folgen)                                  | バトルアスリーテス大運動会                                                                                              | 1997 als OVA          | AIC                              |
| Battle Athletes Daiundōkai (26 Folgen)                                 | バトルアスリーテス大運動会                                                                                              | 1997 als Fernsehserie | AIC                              |
| Berserk (25 Folgen)                                                    | 剣風伝奇ベルセルク, Kempū Denki Beruseruku                                                                              | 1997 als Fernsehserie | Oriental Light and Magic         |
| Binetsu Shōkōgun (2 Folgen)                                            | 微熱症候群, Slight Fever Syndrome                                                                                       | 1997 als OVA          | Caress Communications            |
| B’t X Neo (14 Folgen)                                                  | | 1997 als OVA          | TMS Entertainment                |
| Burn Up Excess (13 Folgen)                                             | バーンナップ EXCESS, Bānnappu EXCESS                                                                                    | 1997 als Fernsehserie | AIC                              |
| Buttobi!! CPU (3 Folgen)                                               | ぶっとび!!CPU, I Dream of Mimi                                                                                          | 1997 als OVA          | Oriental Light and Magic         |
| Chikyū ga Ugoita Hi                                                    | 地球が動いた日 | 1997 als Film         | Tama Production                  |
| Chinmoku no Kantai (2 Folgen)                                          | 沈黙の艦隊, Silent Service                                                                                              | 1997 als OVA          | Sunrise                          |
| Chōjū Densetsu Gestalt (2 Folgen)                                      | 超獣伝説ゲシュタルト, Chōjū Kishin Geshutaruto, Gestalt                                                                 | 1997 als OVA          |                                  |
| Chōkōsoku Gran Doll (3 Folgen)                                         | 超光速グランド－ル, Hyper Speed GranDoll                                                                                | 1997 als OVA          | Zero-G Room                      |
| Chōtokkyū Hikarian (154 Folgen)                                        | 超特急ヒカリアン, Hikarian - Great Railroad Protector                                                                   | 1997 als Fernsehserie | Tokyo Kids                       |
| Chu 2 (eine Folge)                                                     | ちゅっ2 | 1997 als OVA          | Beam Entertainment               |
| Chūka Ichiban! (52 Folgen)                                             | 中華一番!, Cooking Master Boy                                                                                           | 1997 als Fernsehserie | Nippon Animation, Studio Pierrot |
| City Hunter: Good-bye My Sweetheart (eine Folge)                       | シティーハンター グッド・バイ・マイ・スイート・ハート                                                                   | 1997 als Special      | Sunrise                          |
| CLAMP Gakuen Tanteidan (26 Folgen)                                     | CLAMP学園探偵団, Clamp School Detectives                                                                                | 1997 als Fernsehserie | Studio Pierrot                   |
| Cutie Honey F (39 Folgen)                                              | キューティーハニーＦ, Kyūtī Hanī F, Cutey Honey Flash                                                                   | 1997 als Fernsehserie | Tōei Animation                   |
| Cutie Honey F                                                          | キューティーハニーＦ, Kyūtī Hanī F, Cutey Honey Flash                                                                   | 1997 als Film         | Tōei Animation                   |
| Damals bei uns                                                         | フランダースの犬, Furandāsu no Inu, Niklaas, der Junge aus Flandern                                                     | 1997 als Film         | Nippon Animation                 |
| Dennō Sentai Voogie's Angel (3 Folgen)                                 | 電脳戦隊ヴギィ`ズ・エンジェル                                                                                           | 1997 als OVA          | J.C.Staff                        |
| Detatoko Princess (3 Folgen)                                           | でたとこプリンセス, Suddenly Princess                                                                                   | 1997 als OVA          | J.C.Staff                        |
| Detektiv Conan – Der tickende Wolkenkratzer                            | 名探偵コナン 時計じかけの摩天楼, Meitantei Konan: Tokei Jikake no Matenrō                                               | 1997 als Film         | TMS Entertainment                |
| Doctor Slump (74 Folgen)                                               | ドクタースランプ, Dokutā Surampu                                                                                        | 1997 als Fernsehserie | Tōei Animation, Bird Studio      |
| Donguri no Ie                                                          | どんぐりの家, Home of Acorns                                                                                            | 1997 als Film         | Ajia-dō                          |
| Doraemon: Nobita's Adventure in Clockwork City                         | ドラえもん のび太のねじ巻き都市（シティー）冒険記                                                                       | 1997 als Film         | Shin’ei Dōga                     |
| The Doraemons: The Mysterious Thief Dorapan The Mysterious Cartel      | ザ☆ドラえもんズ 怪盗ドラパン謎の挑戦状!                                                                                 | 1997 als Film         | Shin’ei Dōga                     |
| Dōsōkai: Yesterday Once More (4 Folgen)                                | 同窓会 Yesterday Once More, Dōsōkai: Yesterday Once More                                                                | 1997 als OVA          | KSS, Pink Pineapple              |
| Eat-Man (12 Folgen)                                                    | イートマン, Ītoman | 1997 als Fernsehserie | Studio Deen                      |
| Eikyū Kazoku (eine Folge)                                              | 永久家族, Eternal Family                                                                                                | 1997 als OVA          | Studio 4°C                       |
| Elf o karu Mono-tachi II (12 Folgen)                                   | エルフを狩るモノたち II, Those Who Hunt Elves 2                                                                         | 1997 als Fernsehserie | Amuse, Group TAC                 |
| Elmer und der kleine Drache                                            | エルマーの冒険 – My Father's Dragon, Elmer no Bōken – My Father's Dragon                                                | 1997 als Film         |                                  |
| Etchies (2 Folgen)                                                     | えっちーず | 1997 als OVA          | Pink Pineapple                   |
| Field ni Soyogu Kaze (eine Folge)                                      | フィールドにそよぐ風, The Winds of Victory                                                                              | 1997 als OVA          | Toei Animation                   |
| Fortune Quest L (26 Folgen)                                            | フォーチュンクエストL                                                                                                   | 1997 als Fernsehserie | E.G. Films                       |
| Fushigi Yūgi Dai-ni-bu (6 Folgen)                                      | ふしぎ遊戯 第二部 | 1997 als OVA          | Studio Pierrot                   |
| Gakkyū-ō Yamazaki (53 Folgen)                                          | 学級王ヤマザキ | 1997 als Fernsehserie | Magic Bus                        |
| Ganbare Goemon (23 Folgen)                                             | がんばれゴエモン, Legend of the Mystical Ninja                                                                          | 1997 als Fernsehserie | Public and Basic                 |
| Gegege no Kitarō: Obake Nighter                                        | ゲゲゲの鬼太郎・おばけナイター                                                                                          | 1997 als Film         | Tōei Animation                   |
| Gegege no Kitarō: Yōkai Tokkyū! Maboroshi no Kisha                     | ゲゲゲの鬼太郎 妖怪特急！まぼろしの汽車                                                                                 | 1997 als Film         | Tōei Animation                   |
| Gestalt (2 Folgen)                                                     | 超獣伝説ゲシュタルト, Chōjū Densetsu Gestalt                                                                            | 1997 als OVA          |                                  |
| Gloria (3 Folgen)                                                      | グロリア | 1997 als OVA          | Pink Pineapple, Triple X         |
| Grander Musashi (25 Folgen)                                            | グランダー武蔵, Musashi the Great                                                                                       | 1997 als Fernsehserie | Animate, Nippon Animation        |
| Gundam Wing: Endless Waltz (3 Folgen)                                  | 新機動戦記ガンダムW Endless Waltz, Shin Kidō Senki Gandamu Uingu: Endless Waltz, Mobile Suit Gundam Wing: Endless Waltz | 1997 als OVA          | Sunrise                          |
| Hakugei Densetsu (26 Folgen)                                           | 白鯨伝説, Hakugei: Legend of the Moby Dick                                                                              | 1997 als Fernsehserie | Tezuka Productions               |
| Hana Yori Dango                                                        | 花より男子, Boys Over Flowers                                                                                           | 1997 als Film         | Toei Animation                   |
| Hanitarō Desu (70 Folgen)                                              | ハニ太郎です。 | 1997 als Fernsehserie | Toei Animation                   |
| Hare Tokidoki Buta (61 Folgen)                                         | はれときどきぶた | 1997 als Fernsehserie | Group TAC                        |
| Hareluya II Boy (26 Folgen)                                            | ハレルヤ II ボーイ | 1997 als Fernsehserie | Triangle Staff                   |
| Haunted Junction (12 Folgen)                                           | HAUNTEDじゃんくしょん                                                                                                   | 1997 als Fernsehserie | Studio Deen                      |
| Hen (2 Folgen)                                                         | 変, Strange Love, The Queer                                                                                             | 1997 als OVA          | Group TAC                        |
| Hermes - Ai Wa Kaze No Gotoku                                          | ＨＥＲＭＥＳ（ヘルメス） 愛は風の如く, Hermes - Winds of Love                                                           | 1997 als Film         | Studio Junio                     |
| Hyper Police (25 Folgen)                                               | はいぱーぽりす, Haipā Porisu                                                                                            | 1997 als Fernsehserie | Pierrot                          |
| Jigoku Sensei Nūbē: Gozen 0-ji Nūbē Shisu!                             | 地獄先生ぬ〜べ〜 午前0時ぬ〜べ〜死す!                                                                                   | 1997 als Film         | Tōei Animation                   |
| Jigoku Sensei Nūbē: Kyōfu no Natsu Yasumi!! Ayashi no Umi no Densetsu! | 地獄先生ぬ〜べ〜 恐怖の夏休み!! 妖しの海の伝説!                                                                         | 1997 als Film         | Tōei Animation                   |
| Jungle Taitei Leo                                                      | ジャングル大帝・進めレオ                                                                                                | 1997 als Film         | Tezuka Productions               |
| Kindaichi Shōnen no Jikenbo (148 Folgen)                               | 金田一少年の事件簿, Kindaichi Shōnen no Jikenbo                                                                         | 1997 als Fernsehserie | Tōei Animation                   |
| Der kleine Bibelfuchs (26 Folgen)                                      | 聖書物語, Seisho Monogatari                                                                                             | 1997 als Fernsehserie | Tezuka Productions               |
| Macross Dynamite 7 (4 Folgen)                                          | マクロス ダイナマイト7                                                                                                  | 1997 als OVA          | Ashi Productions                 |
| Master Mosquiton'99 (26 Folgen)                                        | マスターモスキートン'99[ダブルナイン], 1999 Master of Mosquiton                                                         | 1997 als Fernsehserie | Sotsu Agency, Zero-G Room        |
| Mata Mata Saber Marionette J (6 Folgen)                                | またまたセイバーマリオネットJ, Saber Marionette J Again                                                                 | 1997 als OVA          | Hal Film Maker                   |
| Neon Genesis Evangelion: Death & Rebirth                               | 新世紀エヴァンゲリオン 劇場版 DEATH & REBIRTH シト新生, Shin seiki Evangelion Gekijō-ban: Death & Rebirth Shito shinsei | 1997 als Film         | Gainax, Production I.G           |
| Neon Genesis Evangelion: End of Evangelion                             | 新世紀エヴァンゲリオン 劇場版 THE END OF EVANGELION, Shin seiki Evangelion Gekijō-ban: The End of Evangelion            | 1997 als Film         | Gainax                           |
| Onkyō Seimeitai Noiseman                                               | 音響生命体ノイズマン | 1997 als Film         | Studio 4°C                       |
| Perfect Blue                                                           | パーフェクトブルー | 1997 als Film         | Madhouse                         |
| Photon (6 Folgen)                                                      | フォトン, Photon: The Idiot Adventures                                                                                  | 1997 als OVA          | AIC                              |
| Pokémon (1200 Folgen)                                                  | ポケットモンスター, Pocket Monsters                                                                                     | 1997 als Fernsehserie | Oriental Light and Magic         |
| Prinzessin Mononoke                                                    | もののけ姫, Mononoke Hime                                                                                               | 1997 als Film         | Studio Ghibli                    |
| Psycho Diver (eine Folge)                                              | サイキックアカデミー煌羅万象, Psycho Diver Masei Rakuryu                                                                | 1997 als OVA          | Madhouse                         |
| Rayearth (3 Folgen)                                                    | レイアース, Reiāsu | 1997 als OVA          | TMS Entertainment                |
| Rekka no Honō (42 Folgen)                                              | 烈火の炎, Flame of Recca                                                                                                | 1997 als Fernsehserie | Studio Pierrot                   |
| Rurōni Kenshin – Meiji Kenkaku Romantan – Ishin Shishi e no Requiem    | るろうに剣心 -明治剣客浪漫譚- 維新志士への鎮魂歌, Rurōni Kenshin – Meiji Kenkaku Romantan – Ishin Shishi e no Rekuiemu  | 1997 als Film         | Studio Gallop                    |
| Sakura Momoko Gekijō Koji Koji (eine Folge)                            | さくらももこ劇場 コジコジ                                                                                               | 1997 als Fernsehserie | Nippon Animation                 |
| Sakura Tsūshin (12 Folgen)                                             | 桜通信, Sakura Diaries                                                                                                  | 1997 als OVA          | Kitty Film, Shaft                |
| Sakura Wars (4 Folgen)                                                 | サクラ大戦 桜華絢爛, Sakura Taisen: Ōka Kenran                                                                          | 1997 als OVA          | Radix                            |
| Shimpi no Sekai El Hazard 2 (4 Folgen)                                 | 神秘の世界 エルハザード2, Shinpi no Sekai Eru Hazādo 2                                                                  | 1997 als OVA          | AIC                              |
| Shin Tenchi Muyō! (26 Folgen)                                          | 新・天地無用! | 1997 als Fernsehserie | AIC                              |
| Shōjo Kakumei Utena (39 Folgen)                                        | 少女革命ウテナ, Revolutionary Girl Utena                                                                                | 1997 als Fernsehserie | J.C.Staff                        |
| Slayers Great                                                          | スレイヤーズ ぐれいと                                                                                                   | 1997 als Film         | J.C.Staff                        |
| Slayers Try (26 Folgen)                                                | スレイヤーズ TRY | 1997 als Fernsehserie | E&G Film                         |
| Speed Racer X (34 Folgen)                                              | マッハGoGoGo, Mahha Go Go Go, Mach Go Go Go                                                                             | 1997 als Fernsehserie | Tatsunoko Production             |
| Tamagotchi Honto no Hanashi                                            | たまごっちホントのはなし                                                                                                | 1997 als Film         | Tōei Animation                   |
| Tenchi Muyō! Manatsu no Eve                                            | 天地無用! 真夏のイヴ, Tenchi Muyō! Manatsu no Ivu                                                                       | 1997 als Film         | AIC                              |
| Tokio Kidō Police (2 Folgen)                                           | TOKIO機動ポリス, Tokio Kidō Porisu, Tokyo Private Police                                                                | 1997 als OVA          | Green Bunny                      |
| TV de Hakken! Tamagotchi (27 Folgen)                                   | TVで発見!!たまごっち | 1997 als Fernsehserie | Studio Gallop                    |
| Vampire Miyu (26 Folgen)                                               | 吸血姫美夕, Vampaia Miyu, Kyūketsuki Miyu                                                                               | 1997 als Fernsehserie | AIC                              |